# Piotr Łuszcz
Magik (Piotr Łuszcz), est un rappeur polonais né le 18 mars 1978 à Jelenia Góra et décédé à Katowice le 26 décembre 2000.
Il était rappeur au sein des groupes Kaliber 44 (avec Abra dAb et Joka) et Paktofonika.
Piotr Luszcz est né dans une famille d'ouvriers. Il a commencé par écouter du rock
Il a rencontré sa future femme Justyna lors du concert de rock dans un club portant le nom de  "Mega Club" en 1993, à Katowice.
En 1993, il rejoint le groupe "Kaliber 44", dans lequel il se produit sous le pseudonyme "Magik" (ou Mag Magik I) avec AbradAb et Joka. En 1996, le groupe sort son premier album intitulé Księga Tajemnicza. Prolog (en) créant ainsi un nouveau sous-genre musical - ''Hardcore psychorap'' L'album comprend la chanson "Plus i minus", dans laquelle l'artiste parle de sa peur profonde de contracter le SIDA. L'album s'est vendu à des centaines de milliers d'exemplaires dans toute la Pologne, devenant l'un des plus grands succès phonographiques des années 1990.
En 1997, lui et sa femme Justyna ont eu un fils, Filip. Un an plus tard, avec son groupe, il sort l'album W 63 minuty dookoła świata (pl). L'album diffère considérablement de la première sortie en raison de l'abandon du « psycho rap » et de l'utilisation d'une atmosphère plus légère dans le style hip-hop des chansons. Comme le premier album, l’album a suscité un grand intérêt dans la communauté musicale.La maladie qui a progressivement détruit Peter l’a amené à développer divers troubles mentaux. Il s'est brouillé avec le groupe et a développé des symptômes de schizophrénie.
Le 18 décembre 2000, après deux ans de travail acharné, Magik sort son dernier album avec le groupe Paktofonika sous le nom de ''Kinematografia''. Cet album a été bien moins bien reçu par les critiques que ceux de Kaliber 44. Huit jours plus tard, à 6h15 du matin, Piotr « Magik » Łuszcz s'est suicidé en se jetant par la fenêtre de son appartement au neuvième étage d'un immeuble de Katowice.
Le nouvel album de Paktofonika, Archiwum kinematografii (pl) sort en mars 2003. Il contient des titres inédits de Magik, enregistrés en 2000, et qui n'avaient pas été gardés pour le tracklisting du précédent album.

## Discographie
Avec Kaliber 44
- 1996 - Magia i Miecz (trad: La Magie et le Glaive) (célibataire)
- 1996 - Księga Tajemnicza. Prolog (en) (trad: Le Libre Mystérieux. Prologue)
- 1998 - Film (célibataire)
- 1998 - W 63 minuty dookoła świata (pl) (trad: Tour du monde en 63 minutes)

Avec Paktofonika (Rahim, Magik et Fokus)
- 2000 - Kinematografia (trad: Cinématographie)

- 2003 - Archiwum Kinematografii (trad: Archives cinématographiques)